# Serge Bourguignon
Serge Bourguignon (Oise,  3 de Setembro de 1928) é um argumentista e realizador francês. 
Seu filme Les dimanches de Ville d'Avray (1962), foi distinguido com o Óscar da Academia Norte-Americana para o melhor filme de língua estrangeira.

## Filmografia
- The Picasso Summer (1969)
- À coeur joie (1967)
- The Reward (1965)
- Les dimanches de Ville d'Avray (1962)
- Le sourire (1960)
- Escale (1959)
- Le montreur d'ombres (1959)